# Гергард Глаттес
Гергард Глаттес (нім. Gerhard Glattes; 6 лютого 1909, Бруксаль — 25 жовтня 1986) — німецький офіцер-підводник, корветтен-капітан крігсмаріне.

## Біографія
В 1927 році вступив на флот. В березні-вересні 1936 року пройшов курс підводника. З 1 жовтня 1936 по 2 лютого 1938 року — командир підводного човна U-5, після чого служив на штабних посадах. 18 листопада 1938 року був направлений на верфі AG Weser в Гамбурзі для вивчення будови підводних човнів, а 11 грудня був призначений командир U-39. 19 серпня 1939 року вийшов у свій перший і останній похід. 14 вересня невдало провів атаку британського авіаносця «Арк Роял» на Роколлі: всі 3 торпеди вибухнули на шляху до цілі. У відповідь есмінці ескорту «Фокнор», «Файрдрейк» і «Фоксхаунд» атакували U-39 глибинними бомбами. Пошкоджений човен сплив і британці відкрили по ньому вогонь, проте припинили атаку, коли побачили, що німці покидають човен. Всі 44 члени екіпажу були захоплені в полон. U-39 став першим німецьким підводним човном, що був затоплений у роки війни, а Глаттес — першим командиром човна, взятим в полон. 8 квітня 1947 року він був звільнений. За тривалістю перебування в полоні Глаттес «посів друге місце» серед командирів підводних човнів після капітан-лейтенанта Гюнтера Лоренца, який «випередив» його на 1 день.

## Звання
- Морський кадет (11 жовтня 1927)
- Фенріх-цур-зее (1 квітня 1929)
- Лейтенант-цур-зее (1 жовтня 1931)
- Оберлейтенант-цур-зее (1 липня 1933)
- Капітан-лейтенант (1 жовтня 1936)
- Корветтен-капітан (1 вересня 1941)

## Нагороди
- Медаль «За вислугу років у Вермахті» 4-го і 3-го класу (12 років)